# Eu sunt Nevăstuică

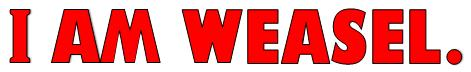

Eu sunt Nevăstuică (în engleză I Am Weasel) (cunoscut și ca Nevăstuica) este un serial animat creat de David Feiss și produs de Hanna-Barbera pentru Cartoon Network ca al patrulea serial Cartoon Cartoons. Serialul îi urmărește pe Nevăstuică, care este deștept, iubit și are succes în ceea ce face, și pe Babuinul, un ratat și neinteligent care este gelos pe succesele lui Nevăstuică și încearcă să scape de el dar nu reușește de obicei.
Eu sunt Nevăstuică a fost inițial difuzat ca un segment al serialului Vaca și Puiul între 1997 și 1999, fiind de obicei difuzat ca al doilea sau al treilea segment. După ce s-a terminat Vaca și puiul, Eu sunt Nevăstuică a fost desprins ca un serial propriu, cu un an cincilea sezon de 27 de episoade fiind difuzat din 1999 în 2000, alăturându-se celor 52 de episoade anterioare. Serialul a avut astfel 79 de episoade.
Premiera în România, a fost în 1998 pe Cartoon Network.

## Personaje

### Personajele principale
- Nevăstuica (I Am Weasel) este foarte inteligent și lucrează în orice domeniu. De-a lungul episoadelor serialului a fost: dentist, scriitor, savant, doctor, inginer, filosof și multe altele. Are de asemenea o fire fermecătoare. De regulă succesul este de partea lui. Imaginea obișnuită a Nevăstuicii este fără haine. Totuși, el apare uneori îmbrăcat în haine specifice activităților sale. Nevăstucă îl numește deseori pe Babuin „Domnul Babuin”, iar în episodul „I.R. Gentlemans” i-a spus „Monsieur Babuin”. Îi place să declare „Eu sunt Nevăstuică!” înainte de a acționa într-o situație.
- Babuinul (I.R. Baboon) este considerat încet la minte, vorbește agramat, greșind topica. Este foarte gelos pe succesele Nevăstuicii. Babuinul poartă doar un tricou alb, pe care a scris cu carioca textul „I.R.” cu capul în jos. Când se consideră superior Nevăstuicii, el execută un dans victorios, ținându-și mâinele pe șolduri și sărind în cerc. În unele episoade, Nevăstuică și Babuin sunt prieteni și cooperează.
- Tipul Roșu (The Red Guy) este prietenul sau dușmanul – în funcție de episod, al – Nevăstuicii și al Babuinului. El reprezintă un personaj împrumutat din serialul Vaca și Puiul. Tipul Roșu nu poartă pantaloni, ceea ce îi permite să fie poreclit în mai multe feluri (într-un episod i s-a spus „Cleopantalonam”). Atât în Eu sunt Nevăstuică, cât și în Vaca și Puiul, Tipul Roșu interpretează atât femei, cât și bărbați.

### Personaje secundare sau episodice
- Loulabelle este asistenta Nevăstuicii. De obicei se îmbracă în ținută de soră medicală. Și-a făcut debutul în episodul „I.R. Mommy”, din al doilea sezon.
- Alte personaje din Vaca și Puiul (pe lângă Tipul Roșu) - în serial au mai apărut și alte personaje din Vaca și Puiul, începând cu sezonul al doilea. Printre ele se numără: Vaca (și Super Vaca), Puiul, Flem, Earl, Mama, Tata și Profesoara.
- Amiralul Glonte este șef în Navy. Și-a făcut apariția în episoadele „This Bridge, Not Weasel Bridge” și „I.R. Mommy”.
- Bunicul bebeluș este un copil adoptat de Babuin în episodul „I.R. Mommy”. A fost botezat după bunicul Babuinului. La sfârșitul episodului, el apare un om mare, confecționându-și un tricou ca cel purtat de Babuin.

## Episoade
| N/o       | Titlu în română                  | Titlu în engleză                |
| --------- | -------------------------------- | ------------------------------- |
|           |                                  |                                 |
| SEZONUL 1 |                                  |                                 |
|           |                                  |                                 |
| 01        | Podul acesta nu e al nevăstuicii | This Bridge Not Weasel Bridge   |
|           |                                  |                                 |
| 02        | Babuinul spre soare              | I.R. On Sun                     |
|           |                                  |                                 |
| 03        | Plimbare în ocean                | Deep Sea Tour                   |
|           |                                  |                                 |
| 04        | Babuinul gentelman               | I.R. Gentlemans                 |
|           |                                  |                                 |
| 05        | Babuin, mare vedetă              | I.R. Big Star                   |
|           |                                  |                                 |
| 06        | Puterea mirosului                | The Power Of Odor               |
|           |                                  |                                 |
| 07        | Ping-pong pe mare                | Ping-Pong At Sea                |
|           |                                  |                                 |
| 08        | Boala fiesta                     | Disease Fiesta                  |
|           |                                  |                                 |
| 09        | Babuin și florile                | I.R. Plant Life                 |
|           |                                  |                                 |
| 10        | Ambasadorul                      | I.M. Ambassador                 |
|           |                                  |                                 |
| 11        | Legea gravitației                | Law Of Gravity                  |
|           |                                  |                                 |
| 12        | Sărbători fericite cu babuin     | Happy Baboon Holidays           |
|           |                                  |                                 |
| 13        | Eu arhitect                      | I. Architect                    |
|           |                                  |                                 |
| SEZONUL 2 |                                  |                                 |
|           |                                  |                                 |
| 14        | Babuin mămică                    | I.R. Mommy                      |
|           |                                  |                                 |
| 15        | '                                | I.M. Deity                      |
|           |                                  |                                 |
| 16        | Lacrimi de Nevăstuică            | I Am Crybaby                    |
|           |                                  |                                 |
| 17        | Piciorul imaginar al Babuinului  | I.R.’s Phantom Foot             |
|           |                                  |                                 |
| 18        | Regina Nilului                   | Queen Of DeNile                 |
|           |                                  |                                 |
| 19        | Babuinul muzician                | I Are Music Man                 |
|           |                                  |                                 |
| 20        | Viața nevăstuicii                | I Am My Lifetime                |
|           |                                  |                                 |
| 21        | Zâna Babuin                      | I.R. Pixie Faerie               |
|           |                                  |                                 |
| 22        | Babuin și pescuitul la copcă     | I.R. Ice Fisher                 |
|           |                                  |                                 |
| 23        | '                                | I.R. Role Model                 |
|           |                                  |                                 |
| 24        | Babuin într-un desen greșit      | I.R. In Wrong Cartoon           |
|           |                                  |                                 |
| 25        | Prietenul meu banană deșteaptă   | My Friend The Smart Banana      |
|           |                                  |                                 |
| 26        | Babuin sălbatic                  | I.R. Wild Baboon                |
|           |                                  |                                 |
| SEZONUL 3 |                                  |                                 |
|           |                                  |                                 |
| 27        | Nevăstuica în timp               | Time Weasel                     |
|           |                                  |                                 |
| 28        | Groapa                           | The Hole                        |
|           |                                  |                                 |
| 29        | '                                | I Stand Corrected               |
|           |                                  |                                 |
| 30        | '                                | I Am Bush Pilot                 |
|           |                                  |                                 |
| 31        | Insula desert                    | Dessert Island                  |
|           |                                  |                                 |
| 32        | Babuin nu se scufundă            | Unsinkable I.R.                 |
|           |                                  |                                 |
| 33        | Vampirul                         | I Am Vampire                    |
|           |                                  |                                 |
| 34        | Iubito, am ajuns acasă           | Honey, I Are Home               |
|           |                                  |                                 |
| 35        | Lecția de condus                 | Drivers Sped                    |
|           |                                  |                                 |
| 36        | Poveste cu copaci                | Tree Story                      |
|           |                                  |                                 |
| 37        | Eu ești, da                      | I.R. Do                         |
|           |                                  |                                 |
| 38        | Eu ești un bun câine             | I Are Good Dog                  |
|           |                                  |                                 |
| 39        | Cum spune el                     | He Said, He Said                |
|           |                                  |                                 |
| SEZONUL 4 |                                  |                                 |
|           |                                  |                                 |
| 40        | Tabăra dușmanilor                | Enemy Camp                      |
|           |                                  |                                 |
| 41        | Sunt un clișeu                   | I Am Clichéd                    |
|           |                                  |                                 |
| 42        | Eu este gladiator                | I Are Gladiator                 |
|           |                                  |                                 |
| 43        | Nevăstuica revoluționară         | Revolutionary Weasel            |
|           |                                  |                                 |
| 44        | Eu este fantomă                  | I Are Ghost                     |
|           |                                  |                                 |
| 45        | '                                | The Magnificent Motorbikini     |
|           |                                  |                                 |
| 46        | '                                | I Am Hairstylist                |
|           |                                  |                                 |
| 47        | Eu este căpitan al balenelor     | I Am Whale Captain              |
|           |                                  |                                 |
| 48        | Nevăstuica de vis                | Dream Weasel                    |
|           |                                  |                                 |
| 49        | Laba lui Babuin                  | Baboon’s Paw                    |
|           |                                  |                                 |
| 50        | Jocurile dezbrăcatului           | The Sackless Games              |
|           |                                  |                                 |
| 51        | Cine a șters Vaca și Puiul?      | Who Rubbed Out Cow And Chicken? |
|           |                                  |                                 |
| 52        | Babuin agent comercial           | I.R. Good Salesman              |
|           |                                  |                                 |
| SEZONUL 5 |                                  |                                 |
|           |                                  |                                 |
| 53        | Babuin formator                  | I Are Terraformer               |
|           |                                  |                                 |
| 54        | Sunt viking                      | I Am Viking                     |
|           |                                  |                                 |
| 55        | Fântâna tinereții                | Drinking Fountain Of Youth      |
|           |                                  |                                 |
| 56        | Las' pe Nevăstuică               | Leave It To Weasel              |
|           |                                  |                                 |
| 57        | Nașul din poveste                | The Fairy Godfather             |
|           |                                  |                                 |
| 58        | Eu este Robin Hood               | I Are Robin Hood                |
|           |                                  |                                 |
| 59        | Nevăstuica micșorată             | The Incredible Shrinking Weasel |
|           |                                  |                                 |
| 60        | Babuin man și Nevăstuică         | Baboon Man & Weasel Boy         |
|           |                                  |                                 |
| 61        | M-am îndrăgostit                 | I.M.N. Love                     |
|           |                                  |                                 |
| 62        | Prima bicicletă a Babuinului     | I.R.’s First Bike               |
|           |                                  |                                 |
|           |                                  |                                 |
| 63        | Dentistul vrăjitor               | The Sorcerer’s a Dentist        |
|           |                                  |                                 |
| 64        | Frații greșeală                  | The Wrong Bros.                 |
|           |                                  |                                 |
| 65        | Nevastuica din epoca de piatră   | I Am Cave Weasel                |
|           |                                  |                                 |
| 66        | Fundul meu albastru              | My Blue Hiney                   |
|           |                                  |                                 |
| 67        | Misiune stupidă                  | Mission: Stupid                 |
|           |                                  |                                 |
| 68        | Înapoi la școală                 | Back To School                  |
|           |                                  |                                 |
| 69        | Eu este un artistă               | I Are A Artiste                 |
|           |                                  |                                 |
| 70        | Fred. Ultimul nătărău            | Fred: Last Of The Idiots        |
|           |                                  |                                 |
| 71        | Eu este hamal                    | I Are Bellhop                   |
|           |                                  |                                 |
| 72        | Du pe mine la meci               | Take I.R. Out To The Ballgame   |
|           |                                  |                                 |
| 73        | Albina Nevăstuică                | I Am Bee Weasel                 |
|           |                                  |                                 |
| 74        | Eu sunt Franken-Nevăstuică       | I Am Franken-Weasel             |
|           |                                  |                                 |
| 75        | Un Poveste Adevarată De Babuin   | A Troo Storee                   |
|           |                                  |                                 |
| 76        | Nevăstuica la Rodeo              | Rodeo Weasel                    |
|           |                                  |                                 |
| 77        | Legenda lui Fund Mare            | The Legend Of Big Butt          |
|           |                                  |                                 |
| 78        | Sunt vânător de dragoni          | I Am Dragon Slayer              |
|           |                                  |                                 |
| 79        | Eu este legendă                  | I Are Legend                    |
|           |                                  |                                 |